# Vida Jesenšek
Vida Jesenšek, slovenska jezikoslovka, * 26. junij 1960, Celje.
Zaposlena je na Filozofski fakulteti v Mariboru, kjer je redni profesor za germanistiko, predava tudi na Fakulteti za zdravstvene vede v Mariboru.